# Взятие Мессаны
Поход Гимилькона и взятие Мессаны в 397 или 396 до н. э. — военные операции карфагенян в ходе Второй Карфагенской войны.

## Кампания 397 до н. э.
На второй год войны, в 397 или 396 до н. э. Дионисий Старший снова выступил из Сиракуз на покорение земель карфагенян и их союзников, которые не удалось завоевать в предыдущую кампанию. Греки занялись опустошением сельской местности и устрашенные элимы из Галикии направили к тирану посольство и заключили союз. Эгестийцы подчиниться отказывались, однажды ночью предприняли неожиданную вылазку и подожгли палатки в осадном лагере, что привело к панике и людским потерям у греков, у которых в огне погибла большая часть лошадей вместе с палатками.
Тем временем Дионисий, не встречая сопротивления, продолжал опустошать карфагенскую территорию, а его наварх Лептин, опираясь на базу в Мотии, препятствовал вражеским кораблям подойти к острову.

## Сицилийская экспедиция Гимилькона
Карфагеняне сумели в короткий срок собрать под командованием Гимилькона внушительную армию, стянув войска своих африканских союзников и набрав наёмников в Испании. По утверждению Эфора карфагенское войско насчитывало более трехсот тысяч пехоты, четыре тысячи конницы и четыреста колесниц, флот состоял из четырехсот военных и шестисот транспортных кораблей, но Тимей сообщает, что из Африки было переправлено не более ста тысяч человек, а на острове к ним присоединились еще тридцать тысяч.
Во избежание утечки сведений Гимилькон направил своим командирам запечатанные пакеты с инструкциями, которые нельзя было открывать до выхода в море. У берегов Сицилии карфагенский флот был встречен эскадрой Лептина, посланного Дионисием на перехват с тридцатью триремами. Сиракузский наварх пустил ко дну полсотни вражеских кораблей с пятью тысячами воинов и двумястами колесницами на борту.
Высадившись в Панорме, Гимилькон немедленно двинулся на запад в сопровождении флота, шедшего вдоль берега. Подойдя форсированным маршем к Эриксу, он быстро овладел городом при помощи измены, после чего обратился против Мотии и, пользуясь тем, что Дионисий в это время осаждал Эгесту, взял крепость штурмом. Сицилийцы рвались в бой с карфагенянами, но тиран решил отступать, так как сильно удалился от своих баз и испытывал проблемы со снабжением. Он предложил сиканам оставить их города и присоединиться к его армии, обещая по окончании войны предоставить им земли для поселения не хуже прежних. Опасаясь, что в случае отказа войско Дионисия обрушится на них, сиканы согласились, но галикийцев убедить не удалось и те направили послов к карфагенянам. Дионисий отступил к Сиракузам, разоряя местность по пути следования.

## Поход на Мессану
Нанеся грекам поражение на западе, Гимилькон решил отправиться к союзной сиракузянам Мессане, которую хотел захватить из-за удобства местоположения, наличия просторной гавани и возможности контролировать пролив, пресекая попытки помощи острову со стороны италийских греков и противодействуя пелопоннесским эскадрам, если те отправятся для поддержки сиракузян. Карфагенский командующий заключил мир с гимерцами и жителями Кефалоэдия, захватил Липару, население которой выплатило ему тридцать талантов, после чего двинулся к Мессане, став лагерем в сотне стадий (около 20 километров) от города на мысе Пелор.
Среди мессанцев перед лицом карфагенской угрозы начались разногласия, так как жители видели себя покинутыми союзниками, их конница находилась в Сиракузах, крепостные стены в нескольких местах обрушились и для их ремонта уже не было времени. Отправив жен, детей и наиболее ценные вещи в соседние города, мессанцы, чьи вооруженные силы вряд ли превышали шесть тысяч бойцов, всё же решили сражаться, памятуя о древнем оракуле, гласившем, что «карфагеняне должны быть водоносами в этом городе», из чего жители делали вывод, что карфагеняне будут их рабами. Собрав лучших из молодых воинов, мессанцы направили их к Пелору отражать набеги противника.

## Взятие Мессаны
Гимилькон воспользовался разделением сил мессанцев, направив к городу двести кораблей с десантом. Попутный северный ветер помог карфагенянам быстро добраться до места, а части, сторожившие Пелор, не успели вовремя вернуться и помешать высадке. Экипажи кораблей ворвались в город через стенные проломы и быстро им овладели. Часть жителей погибла при обороне, но большинство бежало в горы и укрылось в разбросанных там крепостях. Остальные были захвачены в плен, а из более чем двухсот мессанцев, пытавшихся вплавь пересечь пролив, только полсотни добрались до италийского берега.
Заняв город, Гимилькон пытался подчинить окрестные крепости, но успеха не добился, так как те были хорошо подготовлены к защите, а гарнизоны доблестно оборонялись. Вернувшись в город, карфагенский военачальник пополнил армию частями союзников и приготовился к походу на Сиракузы. Перед выступлением он полностью разрушил Мессану, снеся не только крепостные стены, но и дома, надеясь если не полностью уничтожить город, располагавший наиболее удобной гаванью на северо-востоке острова, то во всяком случае по возможности затруднить его восстановление.

## Комментарии
1. ↑  Вскоре карфагеняне ее срыли и, по-видимому, в том же 397 или 396 году до н. э. начали строительство новой базы в более удобном месте на Лилибейском мысе (Белох, с. 112; Хусс, с. 92)